# Cy Kendall
Cyrus Willard Kendall (n. 10 martie 1898, Saint Louis, Missouri, SUA – d. 22 iulie 1953, Woodland Hills⁠(d), California, SUA) a fost un actor american de film. El a apărut în peste 140 de filme între 1935 și 1950. Aspectul solid, bărbia pătrată și vocea profundă l-au făcut să fie potrivit pentru interpretarea rolurilor unor persoane energice și voluntare, cum ar fi polițiști, gardieni, militari, barmani, reporteri și mafioți.

## Filmografie
- His Night Out (1935) - detectiv (nemenționat)
- Hitch Hike Lady (1935) - negustor de fructe (nemenționat)
- Dancing Feet (1936) - detectivul hotelului
- Man Hunt (1936) - șeriful
- King of the Pecos (1936) - Alexander Stiles
- Dancing Pirate (1936) - bucătarul lui Betty (nemenționat)
- The Lonely Trail (1936) - generalul Benedict Holden
- San Francisco (1936) - chelnerul-șef (nemenționat)
- Hot Money (1936) - Joe Morgan
- Women Are Trouble (1936) - inspectorul Matson
- Sworn Enemy (1936) - Simmons
- Bulldog Edition (1936) - Nick Enright
- Sea Spoilers (1936) - detectiv
- The Public Pays (1936, Short) - șeful poliției John Carney (nemenționat)
- Magnificent Brute (1936) - șeful poliției (nemenționat)
- Once a Doctor (1937) - dr. Deardon (secvențe șterse)
- Midnight Court (1937) - reporterul Milt (nemenționat)
- Land Beyond the Law (1937) - Slade Henaberry
- Angel's Holiday (1937) - șeful poliției Davis
- It Could Happen to You (1937) - detectiv
- Public Wedding (1937) - căpitanul de poliție (nemenționat)
- Meet the Boyfriend (1937) - Walters
- They Won't Forget (1937) - detectivul Laneart
- White Bondage (1937) - Rickets (nemenționat)
- Hot Water (1937) - șeful poliției (nemenționat)
- The Shadow Strikes (1937) - Brossett
- Borrowing Trouble (1937) - șeful Kelly
- She Loved a Fireman (1937) - comisarul adjunct al pompierilor (nemenționat)
- The Invisible Menace (1938) - colonelul Rogers
- Gold Is Where You Find It (1938) - Kingan (nemenționat)
- Hawaii Calls (1938) - polițist hawaiian
- The Girl of the Golden West (1938) - pariorul Hank (secvențe șterse)
- Rawhide (1938) - șeriful Kale
- Crime School (1938) - Morgan
- Safety in Numbers (1938) - șeful poliției
- Little Miss Thoroughbred (1938) - procurorul Sheridan
- Valley of the Giants (1938) - șeriful Graber
- Breaking the Ice (1938) - Judd
- The Night Hawk (1938) - cpt. Teague
- Young Dr. Kildare (1938) - Charlie (nemenționat)
- Next Time I Marry (1938) - A.L. Butterfield (nemenționat)
- Pacific Liner (1939) - Deadeyes
- Stand Up and Fight (1939) - maistrul Ross
- North of Shanghai (1939) - rol minor (nemenționat)
- Twelve Crowded Hours (1939) - George Costain
- Trouble in Sundown (1939) - Ross Daggett
- Man of Conquest (1939) - agentul pentru afaceri indiene (nemenționat)
- Mickey the Kid (1939) - Waldo (nemenționat)
- Frontier Marshal (1939) - jucătorul de cărți care câștigă (nemenționat)
- Fugitive at Large (1939) - șeful gardienilor
- The Angels Wash Their Faces (1939) - Haines
- Blackmail (1939) - șeriful (nemenționat)
- Calling All Marines (1939) - Big Joe Kelly
- The Hunchback of Notre Dame (1939) - nobilul care semnează petiția (nemenționat)
- The Green Hornet (1940, serial) - Curtis Monroe
- The House Across the Bay (1940) - Crawley
- Women Without Names (1940) - gardianul (nemenționat)
- My Favorite Wife (1940) - polițistul care-l arestează pe Nick (nemenționat)
- Opened by Mistake (1940) - Oberweiser (nemenționat)
- Men Without Souls (1940) - cpt. White
- The Saint Takes Over (1940) - Max Bremer
- Prairie Law (1940) - Pete Gore
- Andy Hardy Meets Debutante (1940) - dl. Carrillo
- Gold Rush Maisie (1940) - Assayer (nemenționat)
- Sky Murder (1940) - Harrigan - detectivul (nemenționat)
- Junior G-Men (1940) - Brand
- Hullabaloo (1940) - Mr. Wilson
- Youth Will Be Served (1940) - șeriful
- The Fargo Kid (1940) - Nick Kane
- Robin Hood of the Pecos (1941) - Ambrose Ballard
- Ride, Kelly, Ride (1941) - Louis Becker
- They Dare Not Love (1941) - mr. Kenlein (nemenționat)
- Billy the Kid (1941) - șeriful Cass McAndrews
- Blossoms in the Dust (1941) - Harrington (nemenționat)
- Mystery Ship (1941) - Condor
- Honky Tonk (1941) - omul smolit (nemenționat)
- Johnny Eager (1941) - Halligan
- Pacific Blackout (1941) - funcționarul de la hotel
- Fly-by-Night (1942) - Dahlig
- Born to Sing (1942) - căpitanul de poliție
- Alias Boston Blackie (1942) - Jumbo Madigan
- The Wife Takes a Flyer (1942) - agentul Gestapo-ului (nemenționat)
- Sunday Punch (1942) - promotorul de box (nemenționat)
- Tarzan's New York Adventure (1942) - colonelul Ralph Sergeant
- Boston Blackie Goes Hollywood (1942) - Jumbo Madigan (nemenționat)
- Road to Morocco (1942) - vânzătorul de fructe (nemenționat)
- Silver Queen (1942) - șeriful
- A Night to Remember (1942) - Louis Kaufman (nemenționat)
- After Midnight with Boston Blackie (1943) - Joe Herschel (nemenționat)
- A Gentle Gangster (1943) - Al Malone
- A Lady Takes a Chance (1943) - șeful casei de pariuri
- The Chance of a Lifetime (1943) - Jumbo Madigan (nemenționat)
- Whispering Footsteps (1943) - detectivul Brad Dolan
- Meatless Flyday (1944, Short) - Spider (voice, nemenționat)
- Lady in the Death House (1944) - detectiv
- The Whistler (1944) - barmanul Gus (nemenționat)
- Outlaw Trail (1944) - Honest John Travers
- The Chinese Cat (1944) - Webster Deacon
- Roger Touhy, Gangster (1944) - Edward Latham (nemenționat)
- Christmas Holiday (1944) - Teddy Jordan (nemenționat)
- Wilson (1944) - Charles F. Murphy (nemenționat)
- Kismet (1944) - Herald (nemenționat)
- Crime by Night (1944) - șeriful Max Ambers
- Tall in the Saddle (1944) - barmanul Cap (nemenționat)
- The Last Ride (1944) - cpt. Butler
- A Wave, a WAC and a Marine (1944) - Mike
- Girl Rush (1944) - 'Honest' Greg Barlan
- Mystery of the River Boat (1944, Serial) - șeful poliției F.E. Dumont
- Dancing in Manhattan (1944) - inspectorul Kirby
- Tahiti Nights (1944) - șeful Enoka
- She Gets Her Man (1945) - șeful poliției Brodie
- Jungle Queen (1945, Serial) - Tambosa Tim [Chs. 6-8]
- The Cisco Kid Returns (1945) - asasinul plătit Jennings
- Docks of New York (1945) - Compeau
- The Power of the Whistler (1945) - farmacistul (nemenționat)
- A Thousand and One Nights (1945) - licitantul (nemenționat)
- Secret Agent X-9 (1945, Serial) - Lucky Kamber
- Shadow of Terror (1945) - Victor Maxwell
- The Tiger Woman (1945) - inspectorul Henry Leggett
- Cornered (1945) - detectiv (nemenționat)
- Scarlet Street (1945) - Nick (nemenționat)
- The Scarlet Horseman (1946) - Amigo Mañana
- The Glass Alibi (1946) - Red Hogan
- Without Reservations (1946) - Bail Bondsman (nemenționat)
- Blonde for a Day (1946) - inspectorul Pete Rafferty
- Inside Job (1946) - cpt. de poliție Martin (nemenționat)
- The Invisible Informer (1946) - șeriful Ladeau
- Lady in the Lake (1946) - gardianul (nemenționat)
- Sinbad the Sailor (1947) - Hassan-Ben-Hassan (nemenționat)
- The Farmer's Daughter (1947) - Sweeney
- Desperate (1947) - Ace Morgan (nemenționat)
- Bury Me Dead (1947) - detectiv (nemenționat)
- Joe Palooka in Fighting Mad (1948) - comisarul R.E. Carfter
- Call Northside 777 (1948) - al doilea barman (nemenționat)
- Perilous Waters (1948) - șeful
- Tenth Avenue Angel (1948) - Higgins (nemenționat)
- Sword of the Avenger (1948) - contele Velasquez
- Race Street (1948) - clientul din magazinul de pantofi (nemenționat)
- In This Corner (1948) - Tiny Reed
- Bungalow 13 (1948) - ofițerul de poliție (nemenționat)
- Queen Esther (1948) - Chamberlain
- Mysteries of Chinatown (1949, serial TV) - jucător (1949-1950)
- Nancy Goes to Rio (1950) - cpt. Ritchie (nemenționat)

## Legături externe
- Cy Kendall la Internet Movie Database
- Cy Kendall la Find a Grave